# Années 1980
 (janvier 2021).
- Si vous ne connaissez pas le sujet, laissez ce bandeau (vous pouvez alors contacter les auteurs).
- Si vous supprimez le contenu mis en cause (vous pouvez préalablement contacter les auteurs),

argumentez précisément cette suppression dans la page de discussion
(un manque de référence n'est pas un argument ; une recherche réelle de référence doit avoir été effectuée, être formellement documentée).
- 1 : Lancement de la première navette spatiale américaine en 1981.
- 2 : Ronald Reagan et Mikhaïl Gorbatchev signant le Traité sur les forces nucléaires à portée intermédiaire à la Maison-Blanche en 1987.
- 3 : Soldat iranien portant un masque à gaz durant la guerre Iran-Irak.
- 4 : Chute du mur de Berlin en 1989.
- 5 : Réacteur n°4 de la centrale nucléaire de Tchernobyl, 20 ans après son explosion en 1986.
- 6 : Concert Live Aid donné à Philadelphie en 1985.
- 7 : Avènement de l'ordinateur personnel avec l'IBM PC 5150.
- ______________________________________ :

Les années 1980 couvrent la période du 1er janvier 1980 au 31 décembre 1989.

## Description
Au niveau géopolitique, ces années sont marquées dans un premier temps par la continuité de la guerre froide, qui a marqué l'histoire du XXe siècle depuis 1947, mais sont aussi la dernière décennie d'un monde bipolaire avec la fin de cette guerre froide. La chute du mur de Berlin le 10 novembre 1989 en est un symbole important.
Cette décennie connaît une vague néo-libérale qui porte le coup de grâce au communisme dans les pays de l'Est. Dans le monde anglo-saxon, elle est incarnée par Ronald Reagan aux États-Unis et Margaret Thatcher au Royaume-Uni. En Europe de l'Ouest, la Communauté économique européenne s'unit autour du marché unique, permis, en France, par un Parti socialiste arrivé au pouvoir dans une société en pleine mutation idéologique et sociologique. En Asie, le miracle économique japonais fait du Japon le fleuron mondial de l'électronique et de l'automobile, pendant que la Chine bénéficie des premières réformes de Deng Xiaoping. La Malaisie a également connu une réussite économique et un développement rapide depuis les années 1980 sous la direction de Mahathir Mohamad[réf. nécessaire].
Cette décennie est aussi synonyme de la réalisation de nombreuses innovations, surtout dans le domaine technologique, lesquelles se répandent et se généralisent dans le monde entier. En parallèle, le numérique s’accélère et connaît la commercialisation du téléphone mobile, du caméscope grand public de Sony en 1983, le développement des jeux vidéo puis l'explosion de la réception télévisuelle par satellite[réf. nécessaire].
L'industrie de la musique rencontre des changements révolutionnaires. Le Disque compact à lecteur laser en 1982 place le numérique au sein des mutations profondes que subit la société, et l'on assiste à l'apparition du vidéo-clip. La sortie de l'album Thriller de Michael Jackson sera par la suite l'album le plus vendu au monde, avec le populaire pas de danse moonwalk.
Les jeux vidéo se popularisent et plusieurs d'entre eux, devenus références internationales dans la culture populaire comme Super Mario Bros. ou Pac-Man, sortent durant cette décennie. Cependant, le krach du jeu vidéo de 1983 vient frapper l'industrie naissante des jeux vidéo, quoique adouci, voire enrayé, à la suite de la sortie de la Nintendo Entertainment System en 1985.
Plusieurs films marquent la décennie. C'est le cas de différents blockbusters américains qui sont depuis entrés dans la culture populaire comme Indiana Jones, Retour vers le futur ou encore E.T. l'extra-terrestre qui sera le film le plus rentable de tous les temps – un record qui a tenu pendant onze ans[réf. nécessaire].
Dans les années 1980, plusieurs catastrophes ont profondément modifié le monde. Le VIH se répand sur la planète et devient un problème de santé publique majeur. Cependant, la variole est déclarée éradiquée en 1980. Durant la décennie, plusieurs catastrophes environnementales s’enchaînent : chute importante des populations de vertébrés, disparition de nombreuses espèces, pollutions majeures, déforestation et artificialisation de l'environnement. La catastrophe de Bhopal en décembre 1984 est l'incident industriel le plus grave jamais relevé, et la catastrophe de Tchernobyl  du 26 avril 1986 est le plus important accident nucléaire du XXe siècle.

## Événements majeurs

### Affrontements armés

#### Guerres

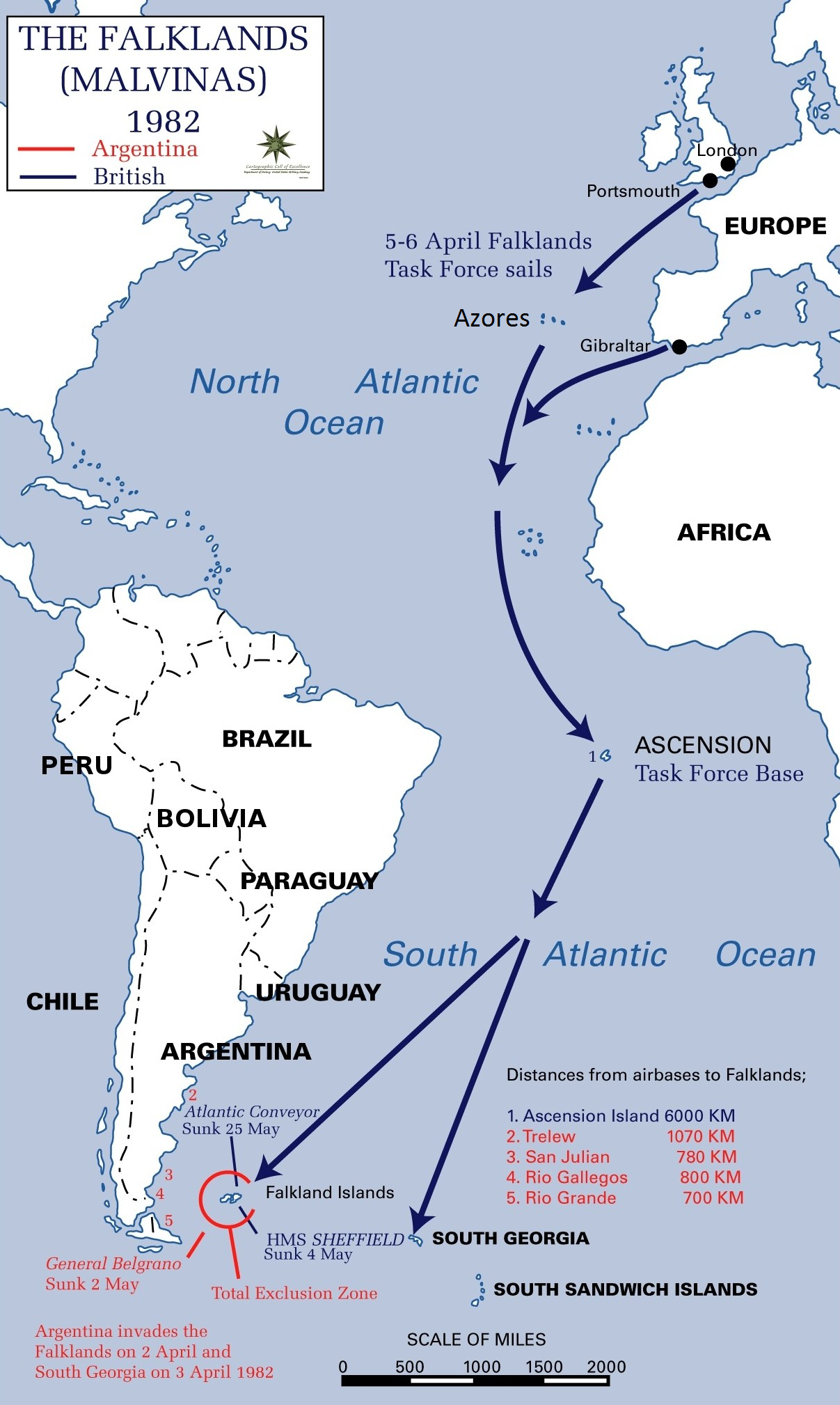
La guerre des Malouines opposa l'Argentine et l'Angleterre.

- La guerre des Malouines s'est déroulée d'avril à juin 1982, a opposé le Royaume-Uni à l'Argentine, et fait 902 victimes. La victoire britannique a précipité la chute de la junte militaire argentine aboutissant à un gouvernement démocratique élu en 1983[6].
- La guerre Iran-Irak a eu lieu de 1980 à 1988, et a fait plus d'un million de victimes[6].
- La guerre du Liban, démarrée en 1975, se poursuit jusqu'en 1990 et fait entre 130 000 et 250 000victimes[7]. Du 16 au 18 septembre 1982, le massacre de Sabra et Chatila par des miliciens chrétiens est le plus grand massacre de civils palestiniens de cette guerre.

#### Conflits
- La série de révoltes en Syrie (Insurrection islamique en Syrie) prend fin en 1982 avec le massacre de Hama qui fait entre 10 000 et 40 000 morts[8].

#### Attentats
- On dénombre 748 morts dans des attentats en Ulster en 1980-1990 dont 75 % sont imputables à l’IRA provisoire[réf. nécessaire].

### Géopolitique

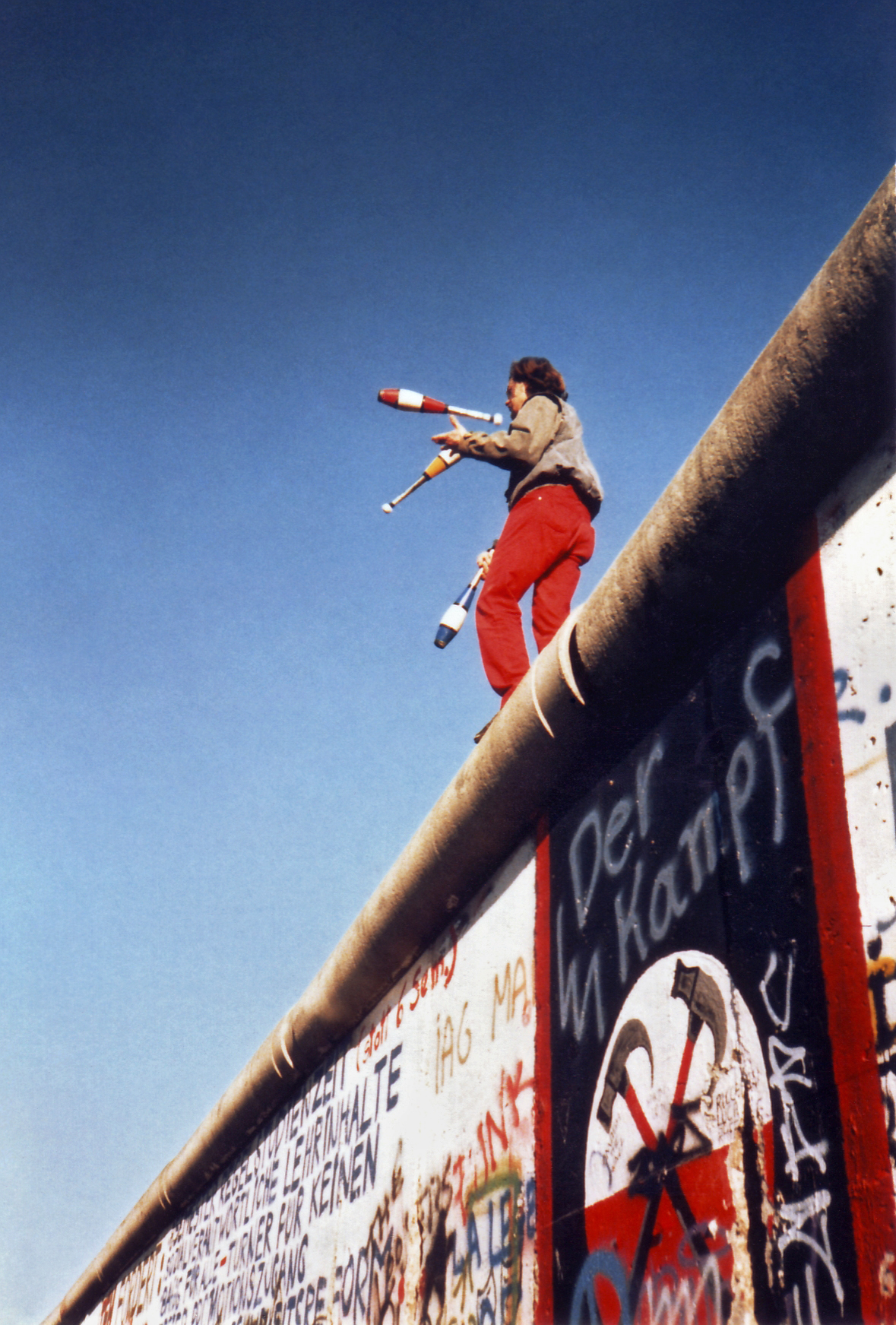
La Chute du mur de Berlin a mis fin à un monde bipolaire.

- Le président du Liberia, William Richard Tolbert est assassiné le 12 avril 1980.
- La Chute des régimes communistes en Europe de l'Est démarre en 1989. La chute du mur de Berlin le 9 novembre 1989 est hautement symbolique. Cinquante ans après ses débuts, la Guerre froide s'achève avec la chute du Rideau de fer, conséquence des chutes des régimes communistes et de la politique de glasnost de Gorbatchev (1989). La libérale Hongrie suivie de la frondeuse Pologne ouvrent la marche, suivie de la RDA et de la Tchécoslovaquie, puis de la Bulgarie et de la Roumanie. À l'exception de la Roumanie, ces transitions se passeront dans le calme : on a qualifié de velours la révolution praguoise de 1989. Création du syndicat « Solidarité » en Pologne (1980).
- François Mitterrand est le premier président socialiste de la Ve République française (de 1981 à 1995).
- Le premier président de Burkina Faso, Thomas Sankara, est assassiné.
- Les manifestations de la place Tian'anmen du 15 avril au 4 juin 1989 sont violemment réprimées dans la nuit du 3 au 4 juin avec plus d'un millier de victimes[6].
- Les premières manifestations kabyles au nom de la reconnaissance de l'identité berbère ont lieu en Algérie ; elles sont plus connues sous le nom de printemps berbère (mars à avril 1980).
- La démocratie est restaurée en Bolivie en 1982, au Brésil en 1985 et au Paraguay[6] en 1989.
- Échec du premier référendum sur l'indépendance du Québec (1980)
- Mahathir Mohamad a été nommé Premier ministre de la Malaisie le 16 juillet 1981 et a dirigé le pays pendant 22 ans jusqu'à sa retraite en 2003. La Malaisie a connu un développement rapide sous son règne.

### Catastrophes naturelles
- Le 10 octobre 1980, un séisme touche la ville d'El Asnam en Algérie et fait 5 000 victimes[9].
- Le 19 septembre 1985, au Mexique, un séisme touche la capitale Mexico. 10 000 personnes en sont victimes[9].
- Les 13 et 14 novembre 1985, en Colombie, l'éruption volcanique du Nevado del Ruiz détruit en grande partie la ville d'Armero et fait environ 25 000 victimes[9].
- Du 9 au 17 septembre 1988, l'Ouragan Gilbert touche l'Amérique centrale, les Caraïbes et les États-Unis. On dénombre 355 victimes[9].
- Le 7 décembre 1988, un séisme en Arménie (Spitak, Leninakan) fait plus de 50 000 victimes[9].
- Du 16 au 22 septembre 1989, dans les Caraïbes, l'ouragan Hugo touche les États-Unis ; 71 individus décèdent et on dénombre 6 milliards d'euros de dommages[9].

### Société
- Assassinat de John Lennon (lundi 8 décembre 1980)
- Découverte de l'épave du Titanic (1985).
- Explosion de la navette spatiale Challenger (1986).
- Première exploration d'Uranus (1986) et de Neptune (1989).

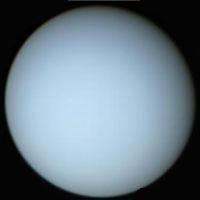
Première exploration d'Uranus

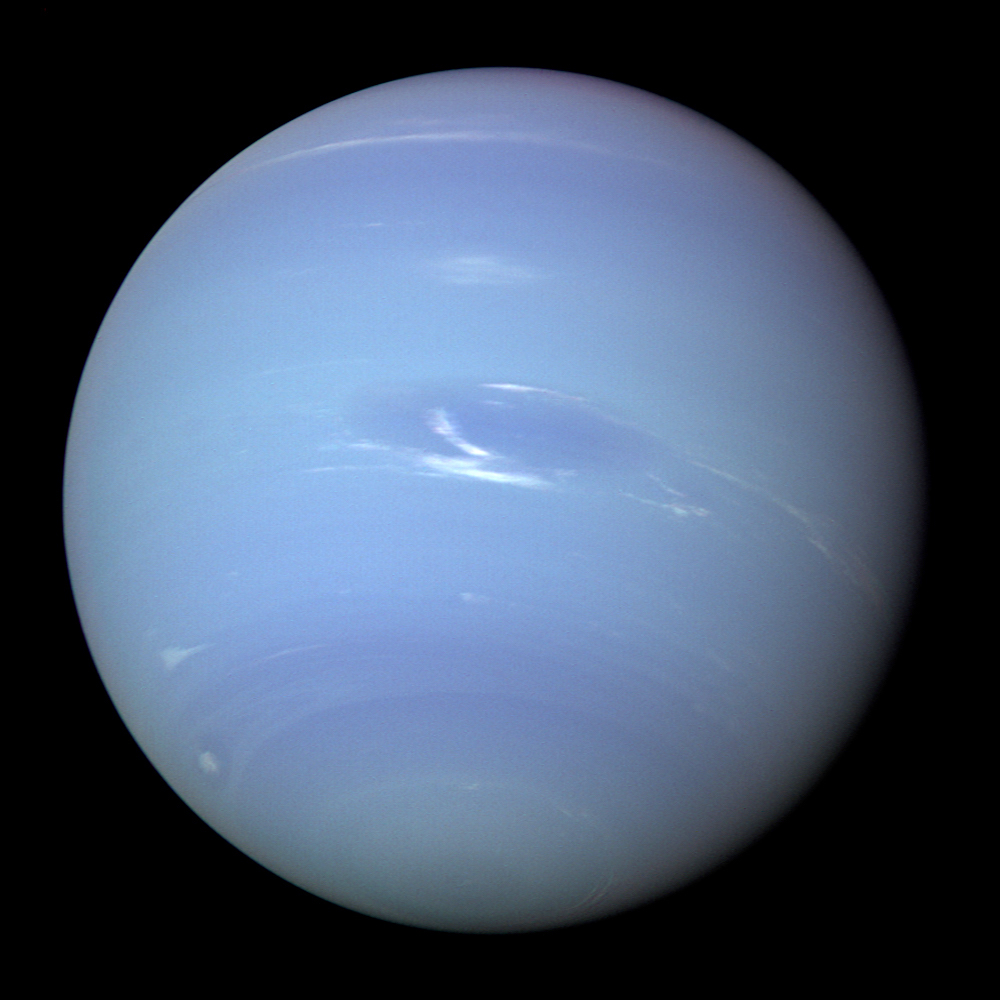
Première exploration de Neptune

- Apparition de Mario (1985).

## Enjeux sanitaires, sociaux et environnementaux

### Évolution de la société
- Le 20 novembre 1989, l'ONU adopte la convention relative aux droits de l'enfant.

### Médecine
- Prise de conscience de l'apparition du sida en tant que problème de santé à l'échelle mondiale.
- La variole est déclarée éradiquée le 8 mai 1980[10].

### Famine
- Une famine touche l'Éthiopie en 1984 - 1985 et fait un million de morts selon l'ONU[11].

### Environnement

#### Biodiversité
En 2016, une étude du WWF (Fonds mondial pour la nature) indique que plus de la moitié des vertébrés ont disparu en quarante ans, de 1970 à 2012. Les milieux d’eau douce sont les plus affectés, avec un effondrement de 81 % sur la période, devant les espèces terrestres (− 38 %) et celles marines (− 36 %). Cette tendance est importante durant toute la décennie, en raison des pressions sur les habitats naturels (artificialisation, déforestation, pollutions, dérèglement climatique, catastrophes naturelles), et des excès de prélèvements au milieu (braconnage, chasse, pêche).

Tchernobyl est l'accident nucléaire le plus grave du siècle

#### Histoire de l'environnement
- Publication du rapport Brundtland, notre avenir à tous (1987).

#### Catastrophes environnementales majeures
- Durant la nuit du 2 au 3 décembre 1984, l'explosion d'une cuve de 40 t d'isocyanate de méthyle de l'usine de pesticides Union Carbide à Bhopal, (Inde), cause plus de 20 000 morts et plus de 200 000 handicapés[13]. La catastrophe de Bhopal est la catastrophe industrielle la plus grave jamais connue et continue à faire des victimes près de 37 ans plus tard, le site n'étant toujours pas dépollué.
- La catastrophe de Tchernobyl (26 avril 1986) est la plus grande catastrophe nucléaire du XXe siècle. Les radiations se sont propagées dans de nombreux pays ; l'Ukraine et la Biélorussie furent les plus touchées. Près de 800 000 soldats et fonctionnaires sont dépêchés sur place ; environ 15 000 meurent pendant ou à la suite de leur mission, et des dizaines de milliers devinrent invalides. Le taux de cancer a également augmenté[13].
- Le pétrolier Exxon Valdez s'échoue en 1989 sur la côte de l'Alaska. La marée noire qui s'ensuivit provoqua une importante catastrophe écologique.

## Inventions, découvertes, introductions
Les années 1980 sont marquées par des changements sociétaux historiques qui ont profondément marqué le destin de la planète ainsi que les décennies suivantes. D'une part avec le développement des nouvelles technologies qui ont entraîné un profond engouement mais aussi avec l'adoption d'un nouveau style de vie.

### Principales innovations mondiales des années 1980

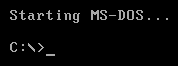
L'innovation qui changea le monde des ordinateurs.

- Premiers ordinateurs personnels à large diffusion, y compris domestique.
- Le MS-DOS en 1981, système d'exploitation pour les ordinateurs IBM PC et Compatibles PC.
- Apparition de la carte à puce en 1983.
- Microsoft Windows, sorti en 1985, devient immédiatement le système d'exploitation pour ordinateur personnel le plus populaire au monde, avec 90 % des parts de marché jusqu'au milieu des années 2010[14] (sur les dernières années de la décennie, le système Linux a un peu érodé ce taux[15]).
- La console NES connut un succès mondial, ce qui aida à redynamiser l'industrie du jeu vidéo après le krach du jeu vidéo de 1983. La console s'impose et parvient à normaliser le fonctionnement des futures consoles, du game design aux procédures de gestion. Le NES est la console qui a le plus dominé la génération 8 bits [réf. nécessaire].
- Internet : À la fin des années 1980, la NSF (Fondation nationale pour la science) qui dépend de l'administration américaine, met en place cinq centres informatiques surpuissants auxquels les utilisateurs pouvaient se connecter, quel que soit le lieu où ils se trouvaient aux États-Unis. ARPANET devenait ainsi accessible sur une plus grande échelle. Le système rencontre un franc succès. Dès lors, après une mise à niveau importante (matériels et lignes) à la fin des années 1980, il s'ouvre au trafic commercial au début des années 1990.
- Le disque compact à lecteur laser en 1982 a grandement changé l'industrie de la musique, remplaçant le traditionnel disque microsillon (aussi appelé vinyle).Le CD commercialisé en 1982

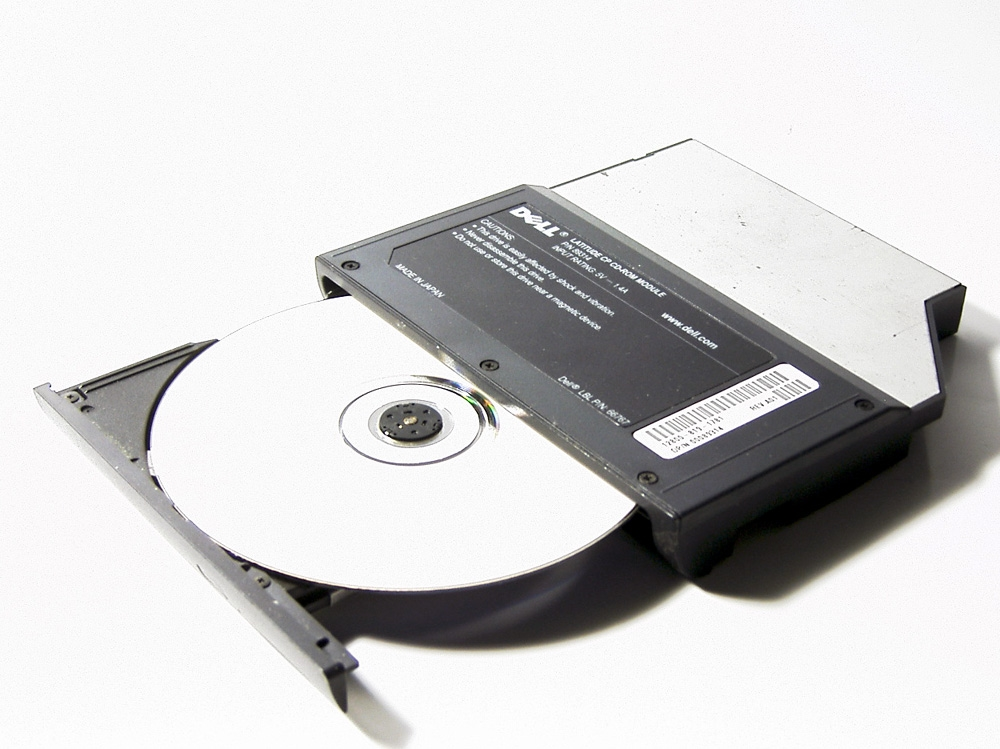
Le CD commercialisé en 1982

- La Montre Swatch, en 1983, connaît une grande popularité, notamment grâce à des fonctionnalités innovantes[16].
- La création du vidéo-clip en 1983, avec le premier du nom, Thriller de Michael Jackson, est celui qui a contribué à la popularité de l'album de ce dernier, qui est aujourd'hui l'album le plus vendu au monde.
- Le premier téléphone mobile commercial, conçu par Motorola est lancé le 6 mars 1983 aux États-Unis : le Motorola DynaTac 8000.
- Apparition du VTT en 1980.
- Le premier caméscope grand public de Sony en 1983.
- La première imprimante 3D en 1986.

### Principales inventions françaises des années 1980

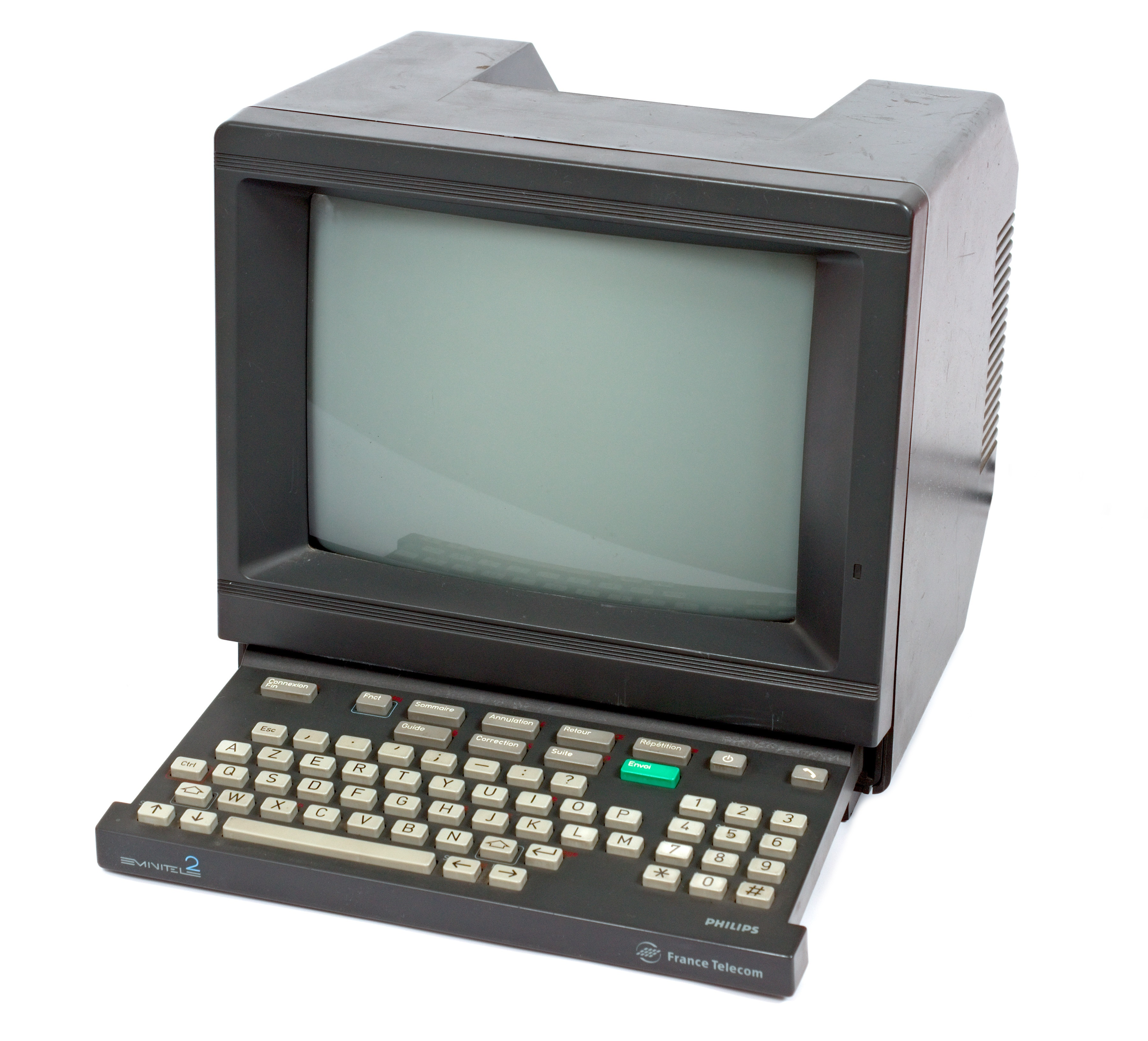
Le minitel

- 1980 : forage horizontal industriel, Société Elf et Institut français du pétrole ;
- 1980 : Minitel, début de mise en service, PTT ;
- 1981 : élastomère PEBA, Gérard Deleens, Société Elf ;
- 1981 : pompe à insuline sous-cutanée, Jacques Mirouze[17] ;
- 1981 : analyse isotopique par résonance magnétique nucléaire, Gérard Martin, Maryvonne Martin ;
- 1981 : TGV, conception SNCF à partir de 1967 puis 1974 par la société Alstom, mise en service en 1981 ;
- 1982 : Almitrine (Vectarion), médicament contre l'insuffisance respiratoire, laboratoires Servier ;
- 1983 : enrobé drainant (revêtement routier), société Beugnet ;
- 1983 : langage de programmation Ada, Jean Ichbiah et Société CII-Honeywell Bull ;
- 1984 : laser dentaire Erbium et YAP, (SAT) ;
- 1984 : sécateur électrique, Daniel Delmas ;
- 1985 : vaccin contre la leishmaniose, L. Monjour ;
- 1985 : test de dépistage du SIDA, Institut Pasteur ;
- 1985 : Hydreliox, mélange gazeux pour la plongée sous-marine, Henri Delauze (Société Comex) ;
- 1985 : vaccin humain obtenu par génie génétique, Pierre Tiollais, Institut Pasteur ;
- 1986 : langage de programmation Caml, Inria ;
- 1986 : casque antibruits actif (à émission de contre-bruit), Christian Carme et Alain Roure ;
- 1986 : pavé autobloquant, René Temey ;
- 1986 : stent endocoronaire, Jacques Puel[18] ;
- 1986 : radeau des cimes, pour l'exploration de la canopée, Gilles Ebersolt ;
- 1986 : Adrafinil, médicament psychostimulant, Laboratoire Louis Lafon[19];
- 1987 : stimulation cérébrale profonde (traitement de la maladie de Parkinson), Alim Louis Benabid et Pierre Pollak ;
- 1988 : miroirs à retournement temporel (retournement d'ondes sonores), Mathias Fink ;
- 1988 : pilule abortive RU486, Étienne-Émile Baulieu ;
- 1988 : embrayage électronique, Valeo ;
- 1989 : test hépatite C, Ortho Diagnostic ;
- 1989 : suspension hydractive, Citroën XM ;
- 1989 : Docétaxel (taxotère), médicament anticancéreux, Pierre Potier (Rhône-Poulenc)[20].

## Culture

### Jouets

le Rubik's cube

- Game Boy
- Téléphone Fisher Price
- 1000 Bornes
- M. Patate (jouet)
- Rubik's cube
- Game & Watch

### Architecture
- Si vous ne connaissez pas le sujet, laissez ce bandeau (vous pouvez alors contacter les auteurs).
- Si vous supprimez le contenu mis en cause (vous pouvez préalablement contacter les auteurs),

argumentez précisément cette suppression dans la page de discussion
(un manque de référence n'est pas un argument ; une recherche réelle de référence doit avoir été effectuée, être formellement documentée).
- Évolution du post-modernisme : détachement des modèles.
- Renouveau de l'art du paysage
- La figuration libre
- En France : concours ouverts d'architecture, d'urbanisme et de paysage

### Musique

#### Révolution dans l'industrie musicale
Au cours des années 1980, l'industrie musicale change profondément grâce à plusieurs événements qui ont contribué a cette révolution. Le CD, développé par Sony et Philips en 1982, a grandement changé l'industrie de la musique. Il remplacera peu à peu le vinyle, aujourd'hui considéré comme l'ancêtre du CD. Le CD est encore aujourd'hui le principal support de ventes de musique, bien que la dématérialisation progressive des albums de musique tend à le rendre obsolète.
En 1982, l'album Thriller de Michael Jackson est publié et mis en vente. Cet album devient très rapidement un phénomène culturel qui bat des records : en un an, il devient l'album le plus vendu au monde. De nos jours, il reste encore très populaire.

#### Les clips vidéo
Les clips vidéo se démocratisent rapidement, notamment grâce à celui qui illustre la chanson Thriller de Michael Jackson. Considéré comme l'un des meilleurs clips de tous les temps, avec de très bonnes critiques. Le clip est diffusé à la télévision, principal mode de divertissement des années 1980, et pour la première fois le 2 décembre 1983 sur la MTV. Le changement apporté par ce clip s'explique par son scénario, réalisé par John Landis. Le budget pour ce clip est de 900 000 $, soit autant que pour un long métrage, et la plus grande somme dépensée pour un clip à l'époque. Sa durée inhabituelle lors de sa sortie en 1983 (14 minutes précédées de 45 minutes de son making-of) et les chorégraphies font son succès, tout comme celui de la MTV,.

#### Nouveau protocole de communication
La musique électronique étant déjà presque totalement démocratisée, il n'y avait pas de protocole de communication assez pratique pour mixer plusieurs instruments entre eux. C'est là qu'un nouveau protocole de communication, MIDI (Musical Instrument Digital Interface) fait son apparition. Créé en 1983, il s'est popularisé en 1985 avec l'ordinateur Atari ST. Il est encore très utilisé aujourd'hui.

### Mode

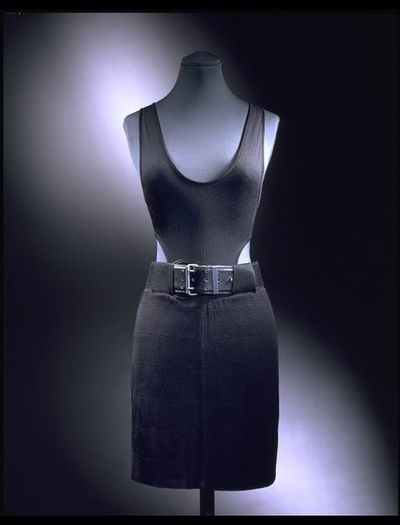
Création signée Azzedine Alaïa, 1985.

La mode des années 1980 dans les pays occidentaux met l'accent sur l'apparence. Logo, marques, couleurs, maquillage, la tenue et ses accessoires doivent être ostentatoires et la mode se doit d'être onéreuse. Les lunettes de soleil ou les bijoux « fantaisie » sont voyants. Paris redevient le centre de la mode imposant de nouveaux stylistes ainsi que ses vieux couturiers perpétuant une haute couture revigorée. De leur côté, Milan, Londres et New York restent des concurrentes féroces. Les États-Unis, centre de l'imagination avec la mode hippie de la décennie précédente, conservent une influence importante, que ce soit avec le dynamique prêt-à-porter américain, ou les sagas télévisés et la musique de MTV qui inondent les écrans du monde, à la fois reflet et sources de tendances vestimentaires. De la même façon, l'Angleterre popularise de nombreux styles par sa musique envahissant (en) les charts de toute la planète. Ce pays, qui a vu naître le punk les années passées, vit difficilement les années Thatcher. Le mariage de Lady Di et de l'autre côté de l'Atlantique, l'arrivée de Nancy Reagan comme Première dame apportent à la mode une certaine image du luxe. Elles sont toutes deux perpétuellement scrutées par les magazines[réf. nécessaire].
Les médias ont accaparé la mode, la rendant omniprésente, renforcée par des campagnes publicitaires spectaculaires : Benetton, Ralph Lauren ou Calvin Klein s'affichent mondialement, parfois avec des campagnes sexy. La lingerie se montre de plus en plus. Avec le power dressing, les créateurs développent une image idéalisée de la beauté féminine, imposant le cuir, le Lycra ou le tailleur dans leurs collections. À l'opposé, un courant minimaliste envahit la mode loin de l'exubérance des créateurs italiens, et va s'installer durablement. Le prêt-à-porter de masse vit à l'heure de la mondialisation, et les délocalisations sont monnaie courante, ainsi qu'une standardisation voyant les boutiques de centre-ville ou des grandes surfaces spécialisées toutes inspirées du même moule. La doudoune et le jogging deviennent des basiques du sportswear, sources de la mode hip-hop et du streetwear. Apparaissent d'ailleurs en 1985 les Air Jordan 1 (lire "One"), sneakers mythiques créées pour Michael Jordan par Peter Moore, alors designer chez Nike,.
Mais la période d'euphorie décline. Le SIDA, Tchernobyl puis le krach de 1987 vont donner un coup de frein à cette époque prospère, faite de liberté mais surtout de « fric et de frime ». Seuls les créateurs italiens perpétuent une mode sexy, colorée et logotée. Vers la fin de la décennie, le paysage de la mode se compose essentiellement de stylistes assez traditionnels dans leur style, recherchant bien-être et confort et d'autres perpétuant l'esprit de créativité de cette période passée. À l'aube des années 1990, la mode va connaitre de profonds bouleversements. Si l'époque a vu toute une nouvelle génération de créateurs arriver sur le devant de la scène, l'histoire retiendra Gaultier, Alaïa ou Armani comme ceux ayant rencontré un succès international et su perdurer les décennies suivantes[réf. nécessaire].

### Cinéma
Le cinéma des années 1980 se propage dans le monde entier. Les Blockbusters se multiplient de plus en plus et son chiffre d'affaires commence à augmenter avec la sortie de plusieurs films entrés dans la culture populaire comme Les Gremlins ou Flashdance. Dans les années 1980, E.T., l'extra-terrestre est le film ayant eu le plus d'impact international dans l'industrie du cinéma. Dévoilé le 11 juin 1982 par Universal Pictures, E.T. a connu un succès immédiat, dépassant La Guerre des étoiles pour devenir le film le plus rentable de tous les temps – un record qu'il a tenu pendant onze ans jusqu'à Jurassic Park, un autre film du cinéaste Spielberg, qui l'a surpassé en 1993. Le phénomène E.T. est cependant resté le film le plus rentable des années 1980[réf. nécessaire].
Acclamé par le public, encensé par la critique, E.T. est aujourd'hui considéré comme l'un des plus grands[Par qui ?] films jamais réalisés du cinéma international, et est devenu un film culte des années 1980, notamment du fait de l'une de ses scènes (le vélo d'Elliott s'envolant dans les airs) et une réplique de l'extra-terrestre « maison téléphone ! » ; il a notamment obtenu quatre Oscars en 1983. Il a été réédité en 1985, puis de nouveau en 2002 à l'occasion de son vingtième anniversaire, avec des plans modifiés et des scènes supplémentaires.
Les années 1980 marquent également dans le cinéma américain la fin du Nouvel Hollywood[réf. nécessaire].
Pendant cette période, le cinéma familial se propage dans le monde entier grâce à des comédies internationales comme Allô maman, ici bébé. Les plus célèbres franchises comme Star Wars se multiplient et une franchise qui est le meilleur film de trois ans (1981, 1984 et 1989) et qui est mondialement entré dans la culture populaire fait son apparition : Indiana Jones.[réf. nécessaire].
Vers la fin des années 1980, des films produits par les Walt Disney Animation Studios font leur retour sur le devant de la scène. Ce regain de popularité fait suite à la décision des studios de recommencer à tourner des films animés musicaux et familiaux traditionnels. Cependant, les films prennent un thème émotionnel plus sombre ; cette ère est connue comme le Second Âge d'or de Disney[réf. nécessaire].

#### Liste des films à succès des années 1980
- À la poursuite du diamant vert
- Allô maman, ici bébé
- Arizona Junior
- L'Arme fatale
- L'Arme absolue
- L'Aventure intérieure
- Blade Runner
- Blow Out
- Brainstorm
- Cobra
- Commando
- Comme un chien enragé
- Conan le Barbare
- Delta Force
- Dent pour dent
- Double Détente
- Embrasse-moi, vampire
- E.T. l'extra-terrestre
- Fame
- Flashdance
- Les Faucons de la nuit
- Le Flic de Beverly Hills
- La Forêt d'émeraude
- Les Goonies
- Gremlins
- Greystoke, la légende de Tarzan
- Horreur dans la ville
- Highlander
- Indiana Jones
- Invasion USA
- Nico
- Over the Top : Le Bras de fer
- Peggy Sue s'est mariée
- Piège de cristal
- Portés disparus
- Predator
- Rambo
- Retour vers le futur
- RoboCop
- Running Man
- Sale temps pour un flic
- Scarface
- The Shining
- Short Circuit
- SOS Fantômes
- Star Wars
- Terminator
- Le Tigre rouge
- Tootsie
- Top Gun
- Vendredi 13

### Télévision
Dans les années 1980, afin de mieux restituer les films diffusés à la télévision (et dont l'offre est de plus en plus importante avec l'apparition de la télévision par câble, de la diffusion par satellite et des chaînes par abonnement payant), des téléviseurs avec un écran de rapport 16/9 (1/1,77) sont apparus. Ces écrans, dont la dimension de format cinéma est plus conforme au champ de vision humain, tendent à se généraliser et les programmes diffusés tendent à adopter ce format (en particulier les fictions et le sport). Dans les années 1980, le magnétoscope, dont s'équipent de plus en plus de foyers français, change légèrement la donne. Les émissions culturelles tardives (outre qu'elles permettent aux parents de jeunes enfants de les regarder à l'heure où ceux-ci sont couchés) cessent de poser des problèmes. Apostrophes, qui est devenue une institution, pourra être décalée de 21h30 à 22h30 sans trop perdre de son audience[réf. nécessaire].

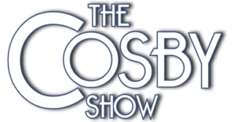
Le Cosby Show.

#### Liste des séries à succès des années 1980
- 21 Jump Street
- L'Agence tous risques
- Alf
- Pour l'amour du risque
- Les Années collège
- Arnold et Willy
- Babibouchettes
- Benny Hill
- Capitaine Flam
- Champs-Élysées
- CHiPs
- Cocoshaker
- Croque-vacances
- Dallas
- Deux Flics à Miami
- Dynastie
- Fraggle Rock
- Goldorak
- L'Homme de l'Atlantide
- L'Homme qui tombe à pic
- L'Incroyable Hulk
- Les Jeux de 20 heures
- K 2000
- Lollipop
- Mac Gyver
- Madame est servie
- Magnum
- Maguy
- Marc et Sophie
- Matt Houston

MacGyver.

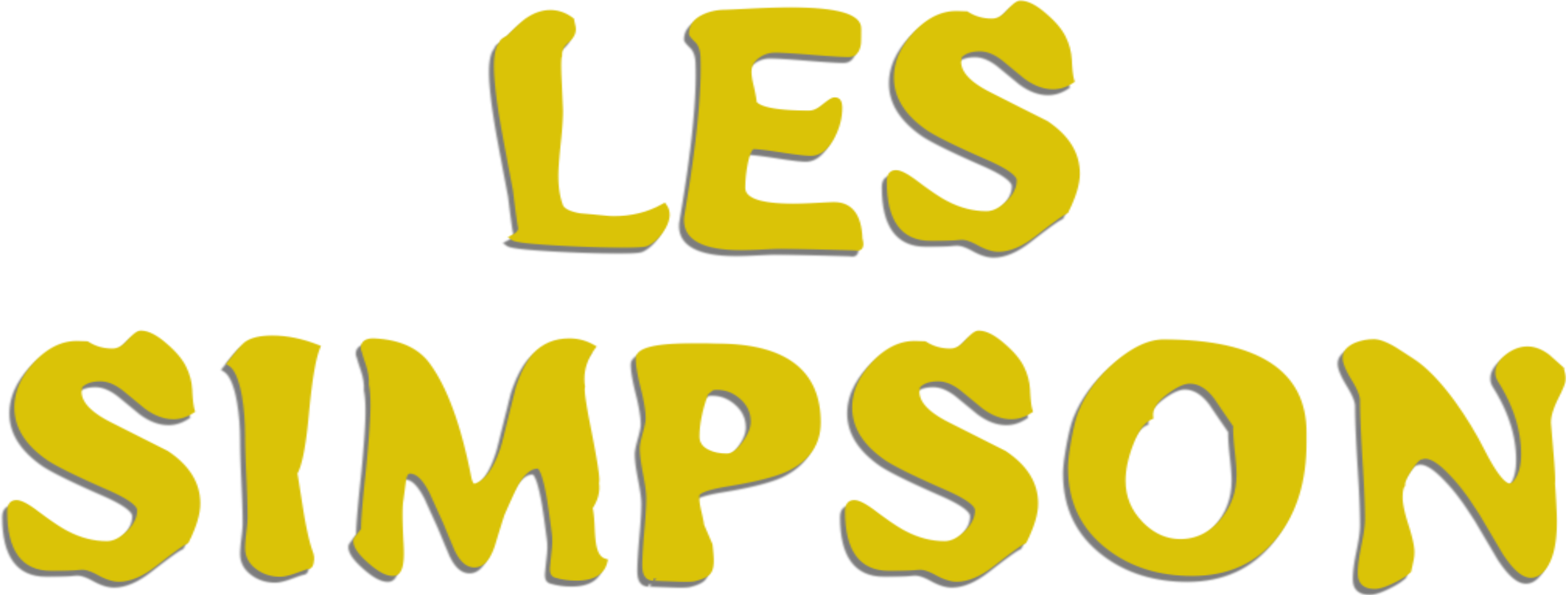
Les Simpson est considéré comme l'une des meilleures séries animées de tous les temps.

- La Minute nécessaire de monsieur Cyclopède
- Mission casse-cou
- Les Mystérieuses Cités d'or
- Récré A2
- Santa Barbara
- Shérif, fais-moi peur
- Les Simpson
- Supercopter
- Superminds
- Temps X
- Tonnerre mécanique
- Ulysse 31

### Jeux vidéo

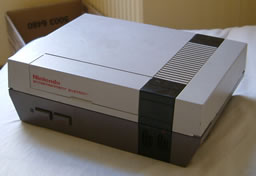
La NES domine le marché des années 1980.

Le jeu vidéo dans les années 1980 connaît de grands bouleversements et se développe profondément dans les années 1980. Il se popularise grâce à l'apparition de plusieurs jeux comme Super Mario Bros. ou Pac-Man dévoilés durant cette décennie grâce à la sortie de plusieurs console de jeux vidéo comme la NES ou la Gameboy[réf. nécessaire].

#### Le krach de 1983
Les événements du monde des jeux vidéo durant les années 1980 ont grandement changé l'industrie des jeux vidéo. Le Krach du jeu vidéo de 1983 survient du fait de plusieurs facteurs, notamment par la prolifération de jeux de basse qualité, ainsi que par la concurrence des ordinateurs personnels qui ont provoqué un déclin dans l'industrie des jeux vidéo. Néanmoins, l'industrie vidéo ludique ne redémarre vraiment qu'en 1985, avec la troisième génération et plus particulièrement le succès de la NES avec des jeux comme Super Mario Bros., The Legend of Zelda et Castlevania. La PC-Engine et la Master System arrivent sur le marché mais le succès de la PC-Engine se cantonne au Japon, celui de la Master System en Europe et au Brésil[réf. nécessaire].

#### La diffusion des ordinateurs personnels
Au début des années 1980, démarre la diffusion à grande échelle des ordinateurs personnels (qui étaient appelés micro-ordinateurs à l'époque) auxquels est associée une communauté hobbyiste et vidéo ludique. Les jeux vidéo s’adaptent à ce nouveau support (Apple II, ZX80, Commodore 64, MSX, Amstrad CPC, etc.). Il s’agit alors surtout de jeux d’arcade au graphisme élémentaire dont le chargement, à partir de cassettes audio, peut être très long (plusieurs minutes)[réf. nécessaire].
À partir de 1985, l’Amiga et l’Atari ST, techniquement plus évolués, renouvelleront le jeu vidéo sur ordinateur[réf. nécessaire].
À la fin des années 1980, les microprocesseurs 16-bits et 16/32 bits équipent désormais la nouvelle génération de consoles vidéo, les prix fluctuent et une réelle concurrence voit le jour. Désormais, Sega et Nintendo livrent une guerre économique ; la Mega Drive et la Super Nintendo se taillent la part du lion sur le secteur de la console de salon et le conflit s'étend jusque dans la catégorie des consoles portables où Nintendo et Sega proposent respectivement la Game Boy et la Game Gear. Leurs mascottes officielles sont directement concurrentes, Mario le plombier, et Sonic le hérisson bleu. C'est aussi l'époque au cours de laquelle les consommateurs européens font importer eux-mêmes leurs jeux des États-Unis, à cause des coûts de traduction trop élevés ne permettant pas de régionalisation officielle pour l'Europe[réf. nécessaire].

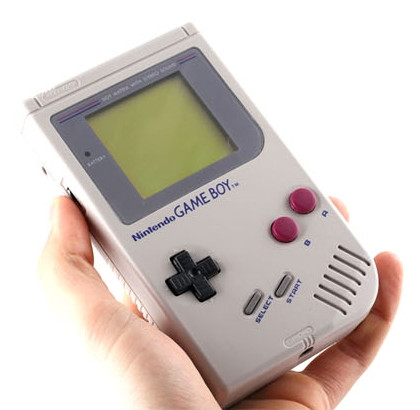
La Game Boy qui a été la console la plus populaire et la plus rentable des années 1980.

Une console plus méconnue du grand public, mais très appréciée par les connaisseurs : la Neo-Geo AES de SNK, surnommée la Rolls des consoles dans le milieu des gamers est la plus puissante de cette génération. Elle avait en effet la réputation d'être la console des jeux de combat par excellence, et d'offrir à ses possesseurs la qualité des jeux d'arcade de l'époque dans son salon[réf. nécessaire].
Depuis 1989, le marché des consoles de jeu est le théâtre d'une guerre économique que se livrent actuellement les trois grands constructeurs : Sony, Nintendo et Microsoft[réf. nécessaire].

## Religion
Le 3 juillet 1981, Jean-Paul II désigne une commission d'étude de la controverse ptoléméo-copernicienne des XVIe et XVIIe siècles, chargée de réexaminer l'affaire Galilée, afin d'examiner les erreurs commises par l'Église lors de l'affaire Galilée. En 1992, Jean-Paul II reconnaît publiquement les erreurs de la plupart des théologiens du XVIIe siècle (voir repentance de l'Église)[réf. nécessaire].